# Пелсер, Фонс
Алфонсиюс Йоханнес Мария (Фонс) Пелсер (нидерл. Alphonsius Johannes Maria "Fons" Pelser; 28 декабря 1893, Ньивер-Амстел — 2 июля 1974, Бюссюм) — нидерландский футболист, защитник, в начале XX века выступал за амстердамский «Аякс». В составе клуба становился двукратным чемпионом Нидерландов. Начинал футбольную карьеру в клубе «Холланд» из района Спарндаммербююрта, располагавшегося на западе вблизи Амстердама. Фонс был самым младшим из четырёх братьев Пелсеров, Йоп, Адриан и Ян также были футболистами и выступали за «Аякс». В составе сборной Нидерландов Фонс провёл шесть матчей. В 1938 году за заслуги перед «Аяксом» был удостоен звания почётного члена клуба.

## Клубная карьера
Фонс Пелсер был младшим из четырёх братьев, которые все вместе выступали в амстердамском «Аяксе» в начале XX века. Фонс начинал карьеру в клубе как нападающий, но затем был переведён в центр защиты. Дебют Пелсера в «Аяксе» состоялся 14 декабря 1913 года в матче против «АДО Ден Хага». Всего в составе амстердамцев Фонс сыграл 192 матча и забил 12 мячей. Последний матч Фонса за «Аякс» состоялся 14 февраля 1926 года против клуба ХБС.
В 1938 году Фонс был назначен почётным членом клуба за заслуги. Брат Фонса, Йоп, после Второй мировой войны, был лишён звания почётного члена клуба из-за того, что был замешан в сотрудничестве с немецкими оккупантами.

## Карьера в сборной
В национальной сборной Нидерландов Фонс дебютировал 15 мая 1921 года в гостевом матче против сборной Бельгии, в том матче также сыграли и другие игроки «Аякса», а именно Хенк Хордейк и Ян де Натрис. Первыми в игре забили бельгийцы, в самом начале второго тайма отличился Метью Брагард, но уже на 60-й минуте Нидерланды сравняли счёт, отличился капитан сборной и игрок клуба ХВВ, Де Кеслер.
Всего в составе сборной Фонс провёл 6 матчей. Последнюю игру за сборную Пелсер провёл 19 ноября 1922 года в матче против сборной Швейцарии, завершившемся крупным поражением Нидерландов со счётом 5:0.

## Личная жизнь
Фонс родился в декабре 1893 года в пригороде Амстердама в муниципалитете Ньивер-Амстел (ныне Амстелвен). Отец — Йоханнес Арнолдюс Пелсер, был родом из Амстердама, мать — Хендрика Мария Слиф, родилась в Зволле. Родители поженились в феврале 1884 года — на момент женитьбы отец работал носильщиком, а мать была посыльной. Помимо Фонса, в семье было ещё пятеро детей: сыновья Йоханнес Мария, Йоп и Адриан, дочери Хендрика Вилхелмина и Дина Хендрина.
Женился в возрасте двадцати пяти лет — его супругой стала 22-летняя Адриана Петронелла Мария Схап, уроженка Амстердама. Их брак был зарегистрирован 3 июля 1919 года в Амстердаме. На момент женитьбы был владельцем магазина. В июне 1921 года у них родилась дочь по имени Фредерика Хендрика Алфонса Йоханна Мария, а в июле 1926 года сын Алфонсиюс Адрианюс Мария. С 1960 года проживал с женой в Бюссюме — супруга умерла в ноябре 1968 года в возрасте 73 лет.
Умер 2 июля 1974 года в Бюссюме в возрасте 80 лет. Похоронен 6 июля рядом с супругой на Новом римско-католическом кладбище в Бюссюме. 

## Статистика

### Матчи Пелсера за сборную Нидерландов
| Матчи Пелсера за сборную Нидерландов | Матчи Пелсера за сборную Нидерландов | Матчи Пелсера за сборную Нидерландов | Матчи Пелсера за сборную Нидерландов | Матчи Пелсера за сборную Нидерландов | Матчи Пелсера за сборную Нидерландов |
| ------------------------------------ | ------------------------------------ | ------------------------------------ | ------------------------------------ | ------------------------------------ | ------------------------------------ |
| №                                    | Дата                                 | Соперник                             | Счёт                                 | Голы Пелсера                         | Соревнование                         |
| 1                                    | 15 мая 1921                          | Бельгия                              | 1:1                                  | —                                    | Кубок Ванден Абеле 1921              |
| 2                                    | 13 ноября 1921                       | Франция                              | 5:0                                  | —                                    | Товарищеский матч                    |
| 3                                    | 26 марта 1922                        | Бельгия                              | 0:4                                  | —                                    | Кубок Ванден Абеле 1922              |
| 4                                    | 17 апреля 1922                       | Дания                                | 2:0                                  | —                                    | Товарищеский матч                    |
| 5                                    | 7 мая 1922                           | Бельгия                              | 1:2                                  | —                                    | Кубок Rotterdamsch Nieuwsblad 1922   |
| 6                                    | 19 ноября 1922                       | Швейцария                            | 0:5                                  | —                                    | Товарищеский матч                    |

Итого: 6 матчей / 0 голов; 2 победы, 1 ничья, 3 поражения.

## Достижения
- Чемпион Нидерландов (2): 1917/18, 1918/19